# Laserprojektions-TV
Laserprojektions-TV är en teknisk lösning som gör det möjligt att visa rörliga bilder med användandet av laser som ljuskälla. Genom att kombinera tre laserljuskällor fördelade på de tre grundfärgerna röd, grön och blå kan ett stort antal färger blandas enligt den additiva färgblandningsprincipen. Tekniken använder endast en fjärdedel av den energi som nuvarande plasmaskärmar i motsvarande upplösning och storlek använder.